# Mercatello sul Metauro
Mercatello sul Metauro là một đô thị ở tỉnh Pesaro và Urbino trong vùng Marche, nằm cách 100 km về phía tây của Ancona và khoảng 50 km về phía tây nam của Pesaro. Tại thời điểm ngày 31 tháng 12 năm 2004, đô thị này có dân số 1.489 và diện tích là 68,6 km².
Mercatello sul Metauro giáp các đô thị sau: Apecchio, Borgo Pace, Carpegna, Città di Castello, San Giustino, Sant'Angelo in Vado, Sestino.

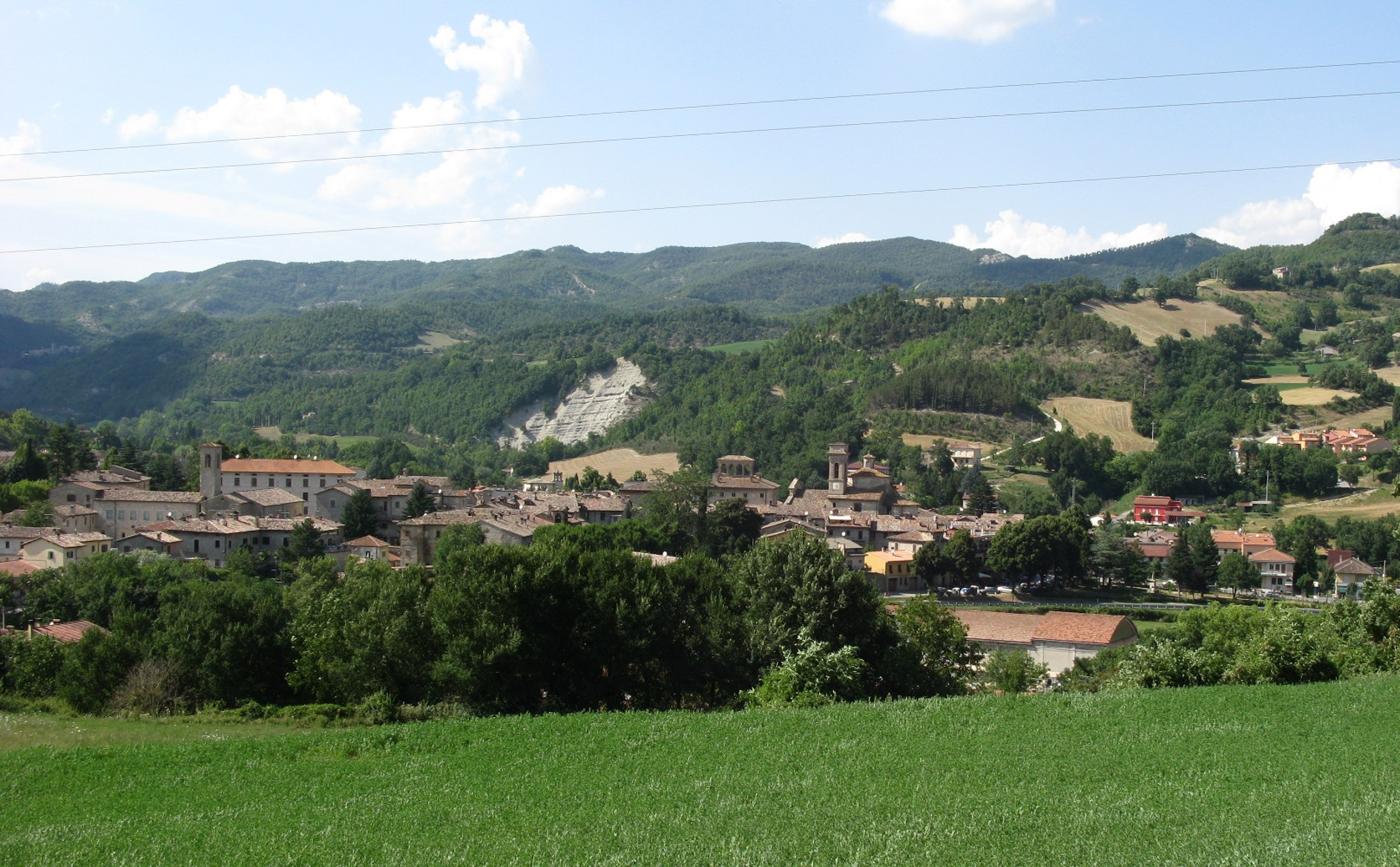
Mercatello sul Metauro